# Баламетов, Баламет Юзахмед оглы
Баламет Юзахмед оглы Баламетов — советский хозяйственный, государственный и политический деятель.

## Биография
Родился в 1906 году в селе Аных. Член КПСС.
С 1926 года — на хозяйственной, общественной и политической работе. В 1926—1966 гг. — учитель в школе, секретарь Кубинского райкома ЛКСМ Азербайджана, заведующий оргинструкторским отделом Гильского райкома КП(б) Азербайджана, слушатель Республиканской партийной школы, заместитель председателя, председатель Гусарского райисполкома, председатель Совета Народных Комиссаров Нахичеванской ССР, первый секретарь Гусарского райкома КП(б) Азербайджана, председатель Совета Министров Нахичеванской ССР, ответственный работник в Баку, ревизор Министерства финансов Азербайджанской ССР.
Избирался депутатом Верховного Совета СССР 1-го и 3-го созыва, Верховного Совета Азербайджанской ССР 2-го созыва.
Умер в 2007 году.
Награждён орденом Трудового Красного Знамени (27.04.1940) — «в ознаменование 20-й годовщины освобождения Азербайджана от ига капитализма и установления там советской власти, за успехи в развитии нефтяной промышленности, за достижения в области подъёма сельского хозяйства и образцовое выполнение строительства Самур-Дивичинского канала».

## Семья
Сын — Баламетов Ашраф Баламет оглы (род. 1947) — электроэнергетик, академик Академии Электротехнических наук РФ.